# Восьма поправка до Конституції США

Білль про права

Восьма поправка до Конституції США (англ. Eighth Amendment to the United States Constitution) набула чинності 15 грудня 1791 року і була частиною Білля про права. Вона встановлює заборону на надмірні суми штрафів, застав і винесення надміру жорстоких покарань.

## Текст поправки
| Не можна встановлювати надмірних застав, накладати надмірних штрафів або вдаватися до жорстоких і незвичайних покарань. Оригінальний текст (англ.) Excessive bail shall not be required, nor excessive fines imposed, nor cruel and unusual punishments inflicted. |